# Teropalpus
Teropalpus is een geslacht van kevers uit de familie van de kortschildkevers (Staphylinidae).

## Soorten
- Teropalpus anglicanus (Sharp, 1900)
- Teropalpus coloratus (Sharp, 1900)
- Teropalpus lithocharinus (LeConte, 1877)
- Teropalpus luniger (Fauvel, 1868)
- Teropalpus maritimus (Broun, 1903)
- Teropalpus pictipes (Lea, 1910)
- Teropalpus senex (Fauvel, 1868)
- Teropalpus skottsbergii (Bernhauer, 1921)
- Teropalpus suturalis Solier, 1849
- Teropalpus unicolor (Sharp, 1900)